# 蔡寶欣
蔡寶欣（英語：Pony Choi，1995年6月18日—），綽號肥面龐妮，Cosplay（角色扮演）模特兒、兼職動漫活動搞手、主題樂園的嘩鬼演員、舞蹈老師。因為參加2018年ViuTV選秀節目《Good Night Show 廣告女皇》而開始成名。

## 簡歷
蔡寶欣曾於香港知專設計學院修讀時裝及形象設計學系（時裝品牌及採購）高級文憑課程，2015年讀書期間參選壹傳媒舉辦的《第6屆FACE UStar大專校花校草選舉》，
有「知專賈曉晨」之稱，最後贏得「校花冠軍」。
2018年，蔡寶欣參加ViuTV選秀節目《Good Night Show 廣告女皇》，最終奪得季軍。

## 演出

### 電視節目（ViuTV）
- 2018年：《Good Night Show 廣告女皇》參賽者 - 季軍
- 2019年：《我食飯你埋單》 主持
- 2019年：《十五分鐘熱度》、《十五分鐘熱度Plus》 主持
- 2019年：《C9旅行團》主持
- 2019年：《女學生吹水班》嘉賓
- 2020年：《鼠年行運要點相》第二集嘉賓
- 2020年：《埋嚟睇 埋嚟玩》香港外景片段主持
- 2020年：《Show肌》「Agent Muscle」
- 2020年：《全民造星III》參賽者
- 2020年：《轉機 ON AIR》外景主持
- 2020年：《奧運有團伙》外景主持
- 2021年：《開運旅神團》第五集嘉賓
- 2021年：《囝囝女女730》
- 2021年：《ViuTV 5周年：繼續向前》演出
- 2021年：《考有Feel》第三、四集參賽者
- 2021年：《ViuTV 2022》演出
- 2021-22年：《今餐有料到》主持
- 2022年起：《MM730》主持
- 2024年：《公司冇逼我跑馬拉松》
- 2024年：《適者生存》

### 電視劇（ViuTV）
- 2019年：《娛樂風雲》 飾演 娛樂一週主持
- 2020年：《暖男爸爸》 飾演 Rose
- 2023年：《極度俏郎君》 飾演 Sherlock

## 音樂作品

### 單曲
| 推出日期 | 曲目  | 作曲           | 填詞 | 編曲   | 監製           | 備註                       |
| 2025年   |       |                |      |        |                |                            |
| 5月9日   | Siu 4 | 陳奐仁／何秉舜 | 小克 | 陳奐仁 | 陳奐仁／唐湘智 | 旨呈 Featuring 童童 & Pony |

## 外部連結
- 蔡寶欣的Instagram帳戶
- 蔡寶欣的Facebook專頁
- YouTube上的蔡寶欣頻道